# James Linnsay-Finn
James Linnsay-Finn (ur. 29 września 1975 w Dublinie) – brytyjski wioślarz, reprezentant Wielkiej Brytanii w wioślarskiej czwórce bez sternika wagi lekkiej podczas Letnich Igrzysk Olimpijskich w Pekinie.

## Osiągnięcia
- Mistrzostwa Świata – St. Catharines 1998 – czwórka podwójna wagi lekkiej – 3. miejsce[1].
- Mistrzostwa Świata – Monachium 2007 – czwórka bez sternika wagi lekkiej – 1. miejsce[1].
- Igrzyska Olimpijskie – Pekin 2008 – czwórka bez sternika wagi lekkiej – 5. miejsce[1].